# Taylorismo digitale
Il taylorismo digitale è la teoria della nuova forma del taylorismo conseguente le innovazioni introdotte nella organizzazione del lavoro dalle tecniche digitali. 
Questa teoria viene esposta per la prima volta nel dicembre del 1996 in un articolo della rivista Rifondazione dal titolo Egemonia Cibernetica. Per una storia critica della tecnologia digitale da Sergio Bellucci, che la elabora compiutamente nel libro E-Work. Lavoro, rete, innovazione pubblicato nel 2005. Il segretario del PRC Fausto Bertinotti la utilizza nella sua relazione introduttiva al VI Congresso nazionale di Venezia (2005). Nel 2008 Nicholas G. Carr la rilancia nel suo libro Il lato oscuro della rete. Libertà, sicurezza, privacy. 
Il taylorismo, l'organizzazione scientifica del lavoro proposta nel 1911 da Frederick Winslow Taylor, prevede una scomposizione del lavoro umano in tre fasi: la parcellizzazione delle mansioni, la cooperazione tra le varie parti scomposte e il loro controllo. L'introduzione delle tecniche digitali non elimina tale suddivisione ma ne esalta la sua capacità in tutte e tre le fasi: la parcellizzazione diviene più efficiente, la cooperazione più flessibile e il controllo più pervasivo. L'avvento delle tecnologie digitali, che aveva fatto parlare molti teorici di post-taylorismo o post-fordismo o addirittura di post-industrialismo, rende la nuova capacità di produzione industriale più pervasiva ed estendibile a molte delle attività umane che prima non erano industrializzabili, applicando la capacità di organizzazione scientifica del lavoro anche ai flussi informativi e comunicativi che divengono il cuore della nuova progettazione produttiva.
La rivoluzione tecnologica introdotta dall'avvento del digitale ha fatto parlare lungamente del superamento della storia della produzione industriale. I teorici si sono divisi nella definizione di tale trasformazione annunciando la fine della fase della produzione tayloristica-fordista. Post-fordismo, post-taylorismo, post-industrialismo, sono alcune delle decine di definizioni che si sono affacciate nelle elaborazioni di molti ricercatori. Nel 1998, con alcuni articoli sul quotidiano Liberazione e sul mensile Rifondazione, Sergio Bellucci propone la categoria del "taylorismo digitale" come l'arricchimento delle potenzialità dell'organizzazione scientifica del lavoro teorizzata da Taylor attraverso le tecnologie digitali. La nuova sfera produttiva si caratterizza da un lato per il mantenimento della scomposizione del ciclo secondo i suggerimenti indicati dal taylorismo (parcellizzazione, cooperazione e controllo), ma tali aspetti della scomposizione del lavoro vengono ridisegnati e riprogettati dalle tecniche digitali che ne aumentano e ne spersonalizzano le potenzialità. 

Nel 2005, Sergio Bellucci scrive: 
«La triade di Taylor incontra quella di Boole e ne esce stravolta, riconfermata e potenziata almeno nel breve periodo. La sua struttura muta con alcuni cambiamenti che assumono caratteri permanenti. La parcellizzazione viene ri-pensata come la possibilità di congiungere il ciclo ovunque i suoi pezzi siano ubicati (de-spazializzazione); la cooperazione avviene attraverso una disgiunzione delle capacità lavorative, flessibilizzate e isomorfizzate, attraverso un salto qualitativo verso la generalizzazione delle operazioni (computerizzazione di fette crescenti di lavori e mansioni); il controllo attraverso la negazione di spazi di logicità esterni al processo produttivo che è, allo stesso tempo, un processo linguistico che si apprende attraverso le nuove alfabetizzazioni prodotte dal processo del consumo».